# Ophiothrix congensis
Ophiothrix congensis är en ormstjärneart som beskrevs av Jean Baptiste François René Koehler 1911. Ophiothrix congensis ingår i släktet Ophiothrix och familjen Ophiothrichidae. Inga underarter finns listade i Catalogue of Life.